# Pseudimalmus fasciatus
Pseudimalmus fasciatus – gatunek chrząszcza z rodziny kózkowatych i podrodziny zgrzypikowych. Jedyny przedstawiciel rodzaju Pseudimalmus.

## Zasięg występowania
Gatunek ten występuje w Afryce Środkowej, notowany w Demokratycznej Republice Konga.